# Elettorato di Magonza
L'Elettorato di Magonza (in tedesco Kurfürstentum Mainz, spesso abbreviato in Kurmainz) era il territorio governato dagli arcivescovi di Magonza in quanto principi elettori del Sacro Romano Impero. Costituiva con l'Elettorato di Colonia e l'Elettorato di Treviri uno dei tre principati elettorali ecclesiastici.

## Antefatto storico
Magonza divenne sede di diocesi nel 747, anche se la fondazione definitiva dell'arcidiocesi ebbe luogo nel 780-81. Nell'800 assurse ad arcivescovato primaziale della Germania. Fino al XIII secolo il suo sviluppo fu caratterizzato dalla costante ascesa dell'arcivescovo di Magonza in qualità di autorità spirituale e temporale in seno all'Impero, al punto da divenire presenza abituale all'interno del collegio di principi che s'incaricava di eleggere il nuovo Re dei Romani. Una prova di questo prestigio è dimostrato nel resoconto dell'elezione regia del 1257, che indica l'arcivescovo di Magonza come "Primo Grande Elettore".

## Storia
Con la Bolla d'oro del 1356 l'arcivescovo di Magonza divenne parte del collegio dei principi elettori, insieme agli arcivescovi di Colonia e di Treviri, al Conte palatino del Reno, al Margravio di Brandeburgo, al Duca di Sassonia e al Re di Boemia. Il tardo Medioevo fu la fase della cosiddetta "territorializzazione" ovvero del raggruppamento dei possedimenti dello Stato elettorale e dell'arcidiocesi, all'epoca ancora distinti, che terminò nel 1462 con la faida dell'arcivescovato di Magonza. Con la riforma imperiale, a partire dal 1512 l'Elettorato di Magonza fece parte della Provincia elettorale del Reno.
Al tempo della Riforma Magonza subì le perdite territoriali più pesanti, che avrebbe recuperato solo in minima parte durante la guerra con la Lega di Smalcalda e la Guerra dei trent'anni, in qualità di membro della Lega cattolica.
Dalla Pace di Vestfalia fino alla invasione dei francesi di fine Settecento (poco prima della definitiva Secolarizzazione del 1803) l'Elettorato non mutò più dal punto di vista territoriale. Giunse quindi ad una stagnazione, cui seguì anche la perdita definitiva della sua antica preminenza politica.

### Gli ultimi principi elettori di Magonza nel XVIII secolo

#### Franz Ludwig von Pfalz-Neuburg (1729-1732)
Avendo il coadiutore Franz Ludwig von Pfalz-Neuburg (italianizzato: Francesco Luigi del Palatinato-Neuburg) regnato tre anni come principe elettore, è difficile caratterizzare la sua politica. Cognato dell'imperatore Leopoldo I, sfruttò essenzialmente il lavoro del suo predecessore. In particolare qui sono da menzionare solo le riforme volte a migliorare la formazione dei preti e dei magistrati. Non vi furono conflitti con il capitolo del duomo, perché questo aveva prima concordato le "capitolazioni" con lui e se ne era quindi assicurato il rispetto.

#### Philipp Karl von Eltz-Kempenich (1732-1743)
Philipp Karl von Eltz fu direttore del coro del duomo di Magonza e fu eletto principe elettore nel 1732 su raccomandazione dell'imperatore Carlo VI, nipote di Franz Ludwig von Pfalz-Neuburg. Perseguì una linea asburgica tradizionale e si era chiaramente impegnato a favore del riconoscimento della Prammatica Sanzione, che regolava la successione della Casa d'Austria. I suoi rapporti con l'Austria peggiorarono solo nel 1742, quando attraverso il suo voto decise l'elezione del principe elettore bavarese Karl Albrecht come imperatore tedesco a danno di Francesco Stefano di Lorena, marito di Maria Teresa d'Austria, figlia ed erede del defunto Carlo VI.
Philipp Karl aveva frequentato per due anni il Collegium Germanicum a Roma e possedeva grazie a questo una formazione religiosa decisamente superiore a quella degli altri principi elettori. Ciò si mostrava soprattutto nel fatto che curava in modo più intenso i suoi doveri religiosi. Anche nelle questioni temporali poteva vantare un'esperienza ventennale come presidente del governo. È da rilevare qui specialmente la riduzione degli oneri del debito dell'Elettorato.

#### Johann Friedrich Karl von Ostein (1743-1763)
Con Johann Friedrich Karl von Ostein ebbe inizio a Magonza il periodo dell'assolutismo illuminato. In pratica però non era lui il vero sovarano del principato, bensì il suo cancelliere Anton Heinrich Friedrich von Stadion, che aveva già ricoperto alti incarichi sotto i due predecessori di Johann Friedrich. Stadion era influenzato dall'Illuminismo francese, il che si rifletté nelle sue riforme.
Egli voleva portare l'arcivescovato allo stesso livello degli stati temporali dell'Impero. A tal fine si concentrò soprattutto sull'economia, che aveva sofferto molto durante le operazioni militari francesi in Renania del 1740-1748. Per rivitalizzare il commercio, fondò nel 1746 la classe mercantile di Magonza (Mainzer Handelsstand), si dedicò al potenziamento delle principali vie di comunicazione, alla costruzione di nuovi depositi, all'inaugurazione di un mercato permanente del vino e di due fiere annuali, come pure al miglioramento della circolazione monetaria. Il centro del commercio della Renania cominciò così a spostarsi da Francoforte a Magonza.
Neanche la Chiesa rimase indenne dalle riforme. Nel 1746 fu promulgata una legge che proibiva il lascito delle proprietà fondiarie in mani ecclesiastiche. A tal fine fu incoraggiato il ritorno delle proprietà ecclesiastiche in mani laiche.
Ulteriori misure politiche adottate durante il governo di Johann Friedrich e del suo cancelliere furono il miglioramento dell'istruzione scolastica elementare e del sistema sociale, nonché la creazione di un diritto civile unitario magonzese (1756).

#### Emmerich Joseph von Breidbach zu Bürresheim (1763-1774)
Il barone (Freiherr) Emmerich Joseph von Breidbach zu Bürresheim fu il più eminente principe elettore di Magonza del XVIII secolo. Sotto il suo regno i principi dell'Illuminismo furono applicati in modo coerente in tutti i campi. Mentre in economia si limitò a continuare la politica mercantilistica del suo predecessore (non vi furono grandi riforme economiche), si concentrò sulla riforma dell'educazione. Si sforzò soprattutto di ridurre l'influenza clericale, in particolare quella dei Gesuiti, che controllavano le università e i licei. Ma questi tentativi riuscirono solo con lo scioglimento totale dell'Ordine ad opera di papa Clemente XIV nel 1773.
Per procurare una base finanziaria ai licei e alle università, Emmerich Joseph ordinò la chiusura dei conventi, la requisizione dei loro beni e la riduzione di tutti i privilegi dei religiosi. Ciò provocò nel 1771 l'opposizione del capitolo del duomo, che temeva da parte sua la perdita dei beni e dei privilegi, ma che dovette alla fine inchinarsi all'arcivescovo. Queste misure contribuirono a migliorare il livello d'istruzione, ad introdurre nell'insegnamento nuove discipline con maggiore attenzione all'aspetto pratico e alle scienze naturali, attraverso le quali i bambini non fossero più educati solo come buoni cristiani, ma anche e soprattutto come cittadini produttivi.
Insieme agli altri due arcivescovi elettori renani, Emmerich Joseph tentò, fra il 1768 e il 1760, di ridurre l'influenza del papa sugli affari dell'arcidiocesi. Questo tentativo però fallì, a causa delle divisioni fra i tre prelati, del venire meno del sostegno dell'imperatore Giuseppe II e dell'indisponibilità di Papa Clemente XIII a fare concessioni.
Nel complesso, sotto il governo di Emmerich Joseph, come già sotto quello del suo predecessore, si ebbe una secolarizzazione della politica del principe elettore, nonché una sempre più netta divisione tra la sua funzione spirituale e quella temporale.
Da parte dei sudditi, che tradizionalmente erano ancora molto legati alla Chiesa, ma anche da parte del capitolo, che si vedeva minacciato nelle sue posizioni, le riforme dovevano essere considerate come una manovra anticlericale ed una minaccia alla religione cattolica. Per tale ragione, dopo la morte di Emmerich Joseph, il capitolo rivolse la sua scelta verso un successore che riteneva avrebbe fatto marcia indietro riguardo alle riforme.

#### Friedrich Karl Joseph von Erthal (1774-1802)
Friedrich Karl Joseph von Erthal, in un primo tempo capo del partito conservatore in seno al collegio dei canonici, fu eletto dal capitolo in qualità di arcivescovo con l'intento di continuare la politica reazionaria iniziata subito dopo la morte di Emmerich Joseph. Appena eletto però, Friedrich Karl ritornò all'assolutismo illuminato del suo predecessore. Portò a termine le riforme scolastiche, riorganizzò le università degli studi attraverso l'introduzione di nuove materie, secolarizzò i beni dei conventi per finanziare i suoi progetti, al fine di formare oltre a cittadini produttivi anche un efficiente corpo di funzionari. Anche i non cattolici, protestanti ed ebrei, furono infine ammessi agli studi.
La protesta del capitolo non fu più così energica come in passato, perché nel frattempo erano entrati a farne parte anche canonici più giovani, che erano più ben disposti verso i principi dell'Illuminismo. Tra le altre riforme del periodo di Friedrich Karl sono da menzionare: la riforma ecclesiastica, cioè l'abolizione di certe cerimonie sorpassate, la limitazione dei pellegrinaggi, l'introduzione della lingua tedesca in determinate messe, il miglioramento della formazione dei preti, la regolamentazione della detenzione, una riforma agraria, nonché una serie di misure sociali.
Lo stato tentava dunque, finalmente, di entrare e di prendere l'iniziativa in tutti i settori della società. A prescindere dalle resistenze del capitolo e del popolo, per i quali le riforme andavano troppo in là, anche al sistema burocratico del principato furono chiesti notevoli sacrifici. Vi furono difficoltà nell'attuazione pratica delle riforme, che fallirono in parte perché l'amministrazione non fu in grado di portarle a compimento.

### La fine del principato elettorale e dell'arcidiocesi di Magonza
In seguito alla Rivoluzione francese del 1789, nel 1790-91 Magonza fu scossa dalle rivolte di studenti, artigiani e contadini, come pure dall'afflusso di emigranti francesi. Nel 1792 il principe elettore ed il capitolo canonico fuggirono ad Aschaffenburg, e la città fu occupata dai francesi. Dopo l'intermezzo della Repubblica e la riconquista della città da parte della coalizione austro-prussiana, i territori di Magonza situati sulla riva sinistra del Reno nel 1797 con il Trattato di Campoformio entrarono a far parte della Francia.
Nella parte dell'arcidiocesi sulla riva destra del Reno, nel 1802 Karl Theodor von Dalberg, eletto coadiutore nel 1787, assunse il governo dopo l'abdicazione di Friedrich Karl. Il capitolo certo esisteva ancora, ma non aveva più alcuna influenza politica. La nuova diocesi di Magonza per la parte annessa alla Francia, istituita in seguito al Concordato del 1801, fu affidata al vescovo Joseph Ludwig Colmar. La parte dei domini rimasti nel Sacro Romano Impero furono poi annessi al principato vescovile di Ratisbona, diocesi elevata ad arcidiocesi ed assegnata a Dalberg, ma Aschaffenburg rimase la capitale e la sede della Corte dell'arcivescovo.

## Il territorio del principato elettorale e dell'arcidiocesi di Magonza
I confini del principato elettorale e dell'arcidiocesi non coincidono esattamente, dal punto di vista geografico. Nel principato (nell'arcivescovato) l'Arcivescovo di Magonza era principe di immediatezza imperiale e quindi sovrano temporale, nell'arcidiocesi era il supremo pastore spirituale.
L'autorità spirituale dell'Arcivescovo di Magonza, nella sua qualità di metropolita, abbracciava la provincia ecclesiastica di Magonza, da cui dipendevano nell'Alto Medioevo la diocesi elettorali di Worms, Spira, Costanza, Strasburgo, Augusta, Chur, Würzburg, Eichstätt, Paderborn e Hildesheim.
L'arcidiocesi di Magonza era un territorio continuo e si estendeva dal massiccio dell'Hunsrück, oltre i monti dell'Odenwald settentrionale e del Vogelsberg, fino alla città di Einbeck e al fiume Saale Francona.
Il principato di Magonza (l'Elettorato di Magonza) era, al contrario della diocesi, fortemente frammentato e nella situazione del 1787 comprendeva
1. l'arcivescovato inferiore, di cui facevano parte il distretto di Magonza, alcune località a sud della città, il Rheingau, la regione con le signorie di Bingen, Kastel, Lohnstein, Steinheim, la giurisdizione di Oberlahnstein ed una lunga striscia di terra a nord-ovest di Magonza, che si estendeva da Höchst sul Meno sui monti del Taunus fino al Castello di Königstein, e
2. l'arcivescovato superiore, cioè un rettangolo da Seligenstadt nel nord oltre la Bergstraße e l'Odenwald fino ad Heppenheim e Walldürn nel sud, diviso in due dal Meno, con il principato diAschaffenburg come capoluogo amministrativo e le signorie di Miltenberg, Amorbach, Bischoffsheim, Gernsheim, Amönenburg, Hochheim.

A questo si aggiungevano ancora alcune dipendenze dell'Assia, gli Stati di Erfurt e il ducato di Eichsfeld con il principato di Heiligenstadt e la marca di Duderstadt, in unione personale il principato abbaziale di Lorsch (1623), il capitolo di San Pietro a Nörten (Gottinga), nonché porzioni delle contee di Rieneck (nella Provincia di Franconia) e di Königstein (nella Provincia dell'Alto Reno), della contea di Gleichen e della viscontea di Kranichfeld.
Lo stato confinava con il principato di Würzburg, le contee degli Hohenlohe, di Wertheim, il Palatinato e l'alta contea di Katzenelnbogen.
La superficie del principato era complessivamente di 6.150 km², gli abitanti 350.000. Nella sola città di Magonza vivevano 30.000 persone.

## Società e istituzioni

### Il principe elettore ed il capitolo

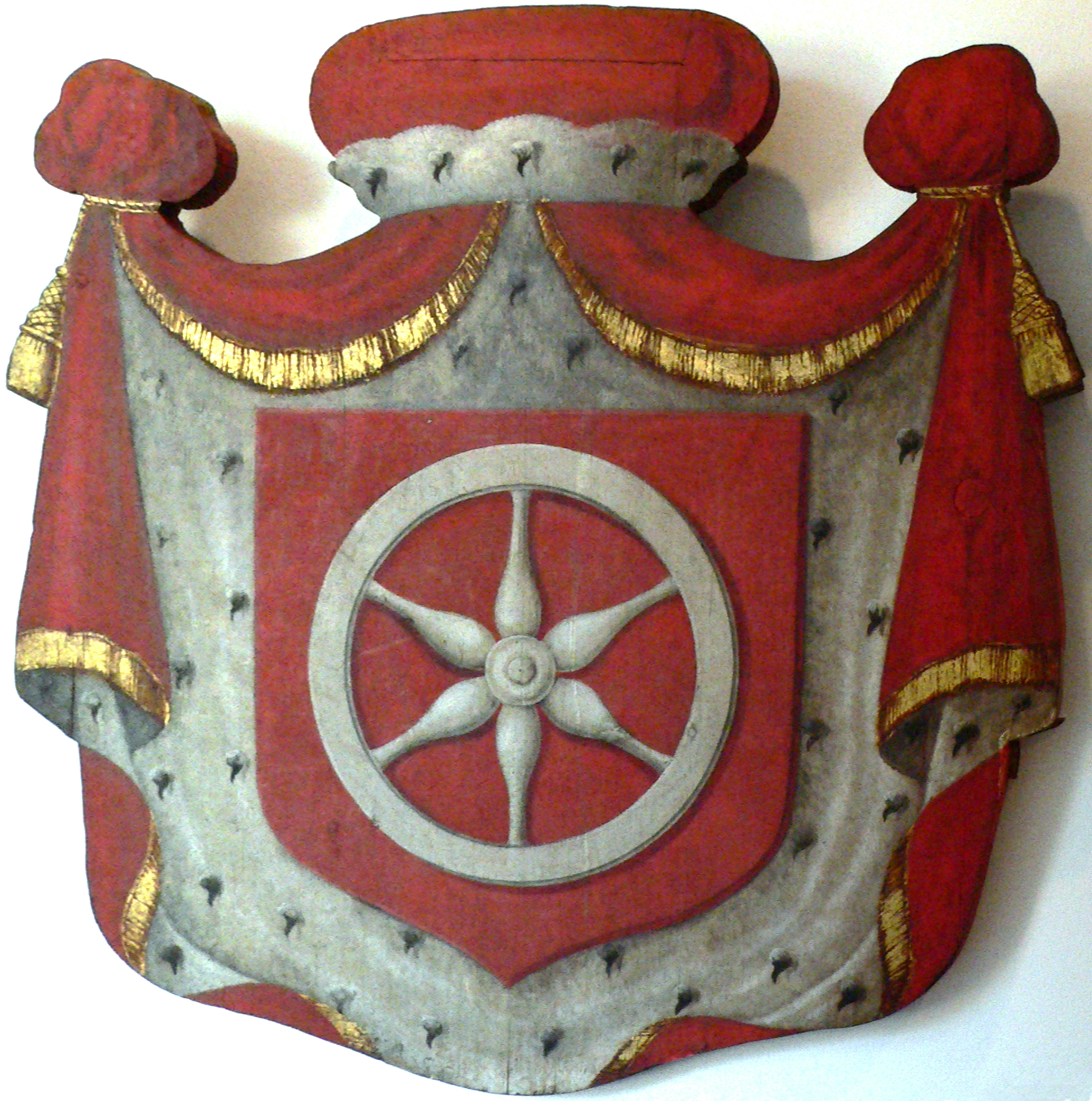
Stemma dell'Elettorato di Magonza dalla metà del XVIII secolo (olio su legno)

#### La posizione del principe elettore nell'Impero
Accanto alla sua funzione nel principato e nell'arcivescovato, il principe elettore di Magonza deteneva anche una posizione di spicco nel Sacro Romano Impero. Era presidente del collegio dei principi elettori, cioè convocava gli altri sei grandi elettori per la scelta del nuovo re a Francoforte sul Meno. In detta città presiedeva l'elezione del re dei Romani e le successive deliberazioni sulla Capitulatio. Egli s'incaricava anche della incoronazione e dell'unzione del nuovo re. Oltre a questo, era arcicancelliere e capo della cancelleria imperiale, anche formalmente l'uomo più importante dell'Impero. Esercitava il controllo sugli archivi imperiali e ricopriva una particolare posizione in seno al Consiglio aulico e alla Corte della Camera Imperiale. Come principe mandatatario dello Stato gli spettava la guida della Provincia dell'Elettorato del Reno. Tuttavia la maggior parte di queste funzioni aveva un carattere rappresentativo, piuttosto che conferire peso politico al principe elettore.

#### Il capitolo di Magonza
Il capitolo canonico di Magonza aveva 24 prebende ed esercitava la sovranità su un proprio territorio, che era soggetto direttamente all'Imperatore e sul quale il principe elettore non aveva alcun'autorità. Il territorio includeva grandi proprietà terriere, fra le quali la città di Bingen e 7 altre importanti località. Oltre a ciò il capitolo aveva anche proprietà terriere nello stesso Elettorato e in altri principati vicini. Questi possedimenti assicuravano al capitolo canonico grandi entrate, che costituivano approssimativamente un quinto del reddito complessivo dell'arcivescovato di Magonza.
Ma i membri del capitolo avevano anche altre entrate, che derivavano dal diritto di sedere anche nei capitoli di altre diocesi o parrocchie o da cariche temporali che erano loro riservate nel principato.
Il capitolo era dominato dai cavalieri dell'Impero. I suoi membri dovevano appartenere ad uno dei tre circoli della cavalleria di Germania, ossia il francone, lo svevo o il renano, e dimostrare che i loro 16 bisnonni erano tutti membri originari della cavalleria tedesca. I seggi vacanti nel capitolo erano riempiti per cooptazione, ossia i candidati erano nominati dai canonici e dal principe elettore. In pratica questa procedura fece sì che venissero sempre nominati parenti e che alla fine il capitolo fosse dominato da un ristretto gruppo di famiglie. La principale attribuzione del capitolo era la scelta dell'arcivescovo e del principe elettore, come pure il governo dell'Elettorato, alla morte di un principe regnante, fino alla scelta di quello nuovo. La sua influenza determinante era assicurata dalle "capitolazioni", nelle quali erano fissati di volta in volta vecchi e nuovi privilegi e sulle quali ciascun nuovo principe elettore veniva fatto giurare al momento della sua entrata in carica.

#### Le capitolazioni
Le capitolazioni erano la costituzione del principato, per quanto si possa trovare un equivalente con istituzioni moderne. Esse raggiunsero la loro forma definitiva con la capitulatio perpetua del 1788, redatta dal capitolo in occasione dell'elezione del coadiutore (= collaboratore dell'ufficio) Dalberg. Questa "capitolazione" (peraltro mai entrata in vigore) era vista come una sorta di costituzione, sulla quale dovevano giurare non solo l'arcivescovo e il principe elettore, ma anche gli impiegati ed i funzionari del principato. Dal punto di vista del contenuto, essa stabiliva il diritto del capitolo di formare la dieta (assemblea elettiva) del principato; dopo la Guerra dei contadini tedeschi del 1524-25 infatti, a Magonza non vi erano più gli Stati Generali.
Inoltre, le "capitolazioni" stabilivano che il principe elettore non potesse alienare o dare in pegno terre né fare debiti, senza l'approvazione del capitolo. Era tenuto a difendere la religione cattolica, ad accordare la preferenza ai cattolici nell'assegnazione delle cariche pubbliche, a mantenere buone relazioni con il Papa e con gli Asburgo nonché a combattere le altre forme di culto, ossia gli eretici. Le "capitolazioni" tuttavia non conferivano al capitolo un diritto di veto in sede legislativa. La sua approvazione era necessaria solo nelle materie finanziarie, vale a dire per le imposte, la riscossione fiscale e l'introduzione di nuove tasse.
Nel XVIII secolo queste "capitolazioni" avevano perso in generale d'importanza, poiché erano state ufficialmente vietate rispettivamente nel 1695 dal Papa e nel 1698 dall'Imperatore. Tuttavia il principe elettore Franz Lothar von Schönborn (1695-1729), che in questo caso era evidentemente dalla parte del capitolo, poté ottenere uno scritto papale, mediante il quale Magonza fu esclusa dal divieto delle "capitolazioni". Quando nel 1774, prima dell'elezione del principe elettore Friedrich Karl Josef von Erthal, l'influenza di questo divieto divenne per la prima volta percettibile, il capitolo procedette ad elaborare una prima "capitolazione" ufficiale e in aggiunta a questa una sorta di "capitolazione" secondaria segreta, nella quale erano raccolti tutti gli articoli che avevano suscitato l'opposizione del Papa o dell'Imperatore.

### Le istituzioni centrali del governo

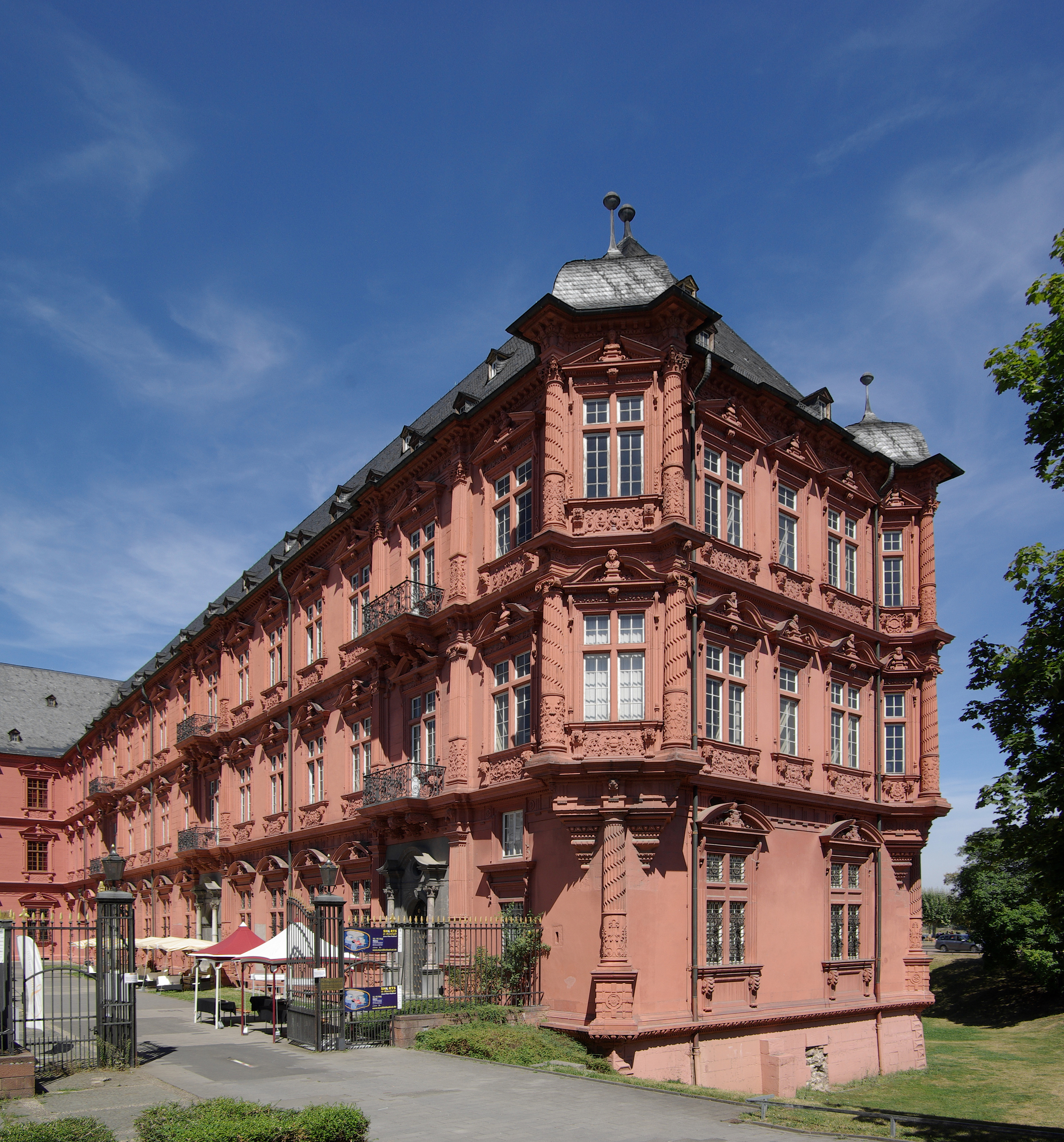
Palazzo del principe elettore (Magonza)

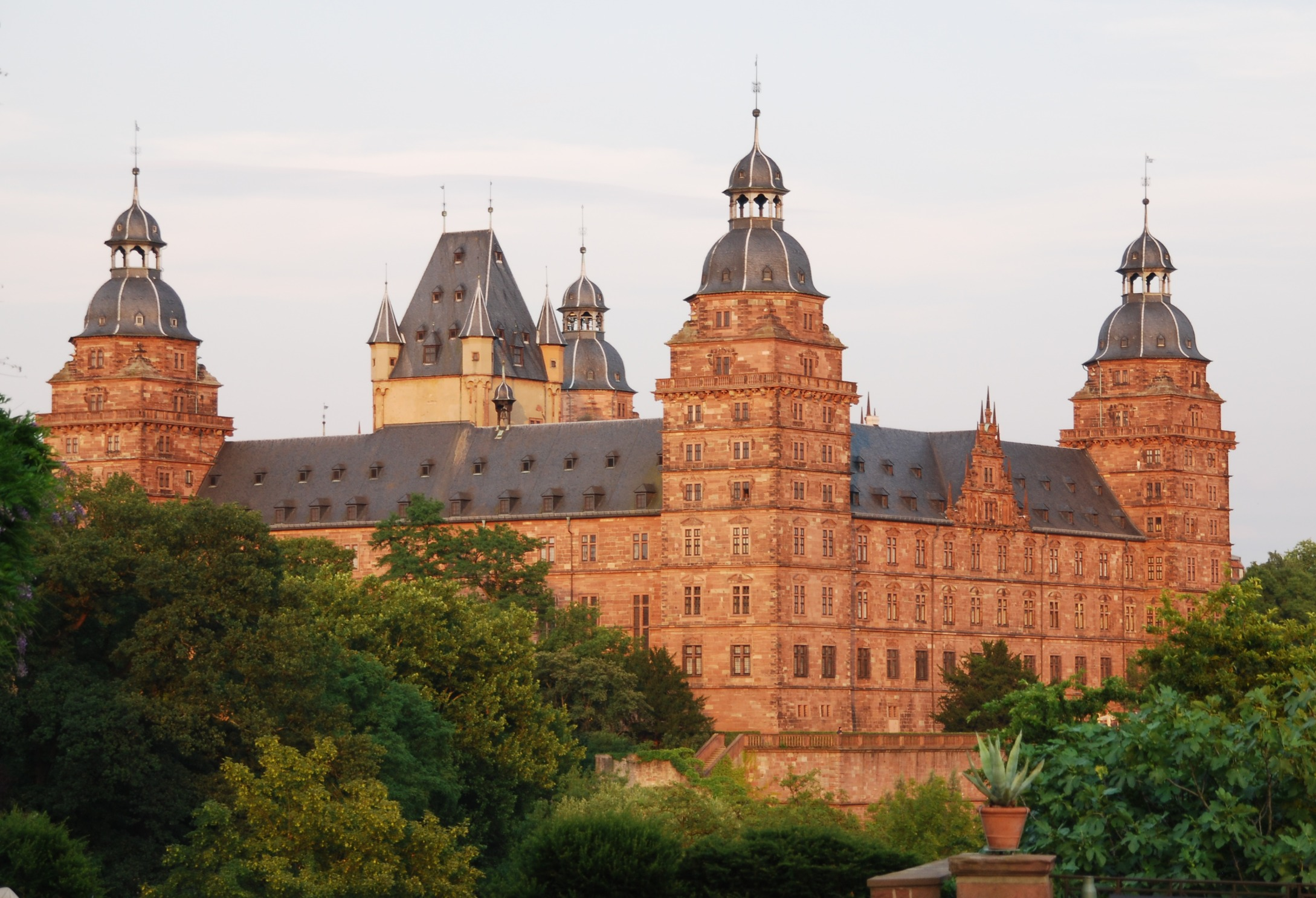
Castello di Johannisburg, residenza principesca ad Aschaffenburg

#### Il Consiglio di Corte
Le origini del Consiglio di Corte (Hofrat) non sono chiare. Fino alla venuta di Alberto di Brandeburgo (1514-1545) non vi era un Consiglio di Corte con un ordinamento definito. Già allora tuttavia le decisioni si prendevano tra le file del Consiglio. Il principe elettore Jakob von Liebenstein (1504-1508) emanò intorno al 1505 il primo regolamento conosciuto del Consiglio, anche se le "capitolazioni" stabilivano che doveva esservi un collegio di consiglieri (Ratskollegium) già a partire dal 1459.
Nel 1522 il principe Alberto instaurò un Consiglio "permanente" o meglio regolamentato e diede così una forma fissa all'assemblea dei consiglieri. Essa consisteva di 13 membri, 9 dei quali erano nominati dall'Elettorato, vale a dire il cerimoniere di corte, il cancelliere, il maresciallo, i due emissari del capitolo, due giuristi e due rappresentanti della nobiltà. Nel 1541 subentrò un nuovo regolamento per il Consiglio e la Cancelleria, che disciplinava anche le competenze tra l'amministrazione locale e quella centrale.
Il collegio si componeva di nobili e di eruditi. Nel XVI secolo la durata del loro mandato era ancora limitata a sei anni. Il Consiglio non aveva una sede fissa: seguiva di volta in volta la corte e si riuniva quindi tanto a Magonza quanto ad Aschaffenburg. Al principio del XVII secolo la struttura del personale si modificò. Al Cerimoniere di Corte e al maresciallo, che fino ad allora avevano costituito la presidenza, si aggiunsero nel 1609 il Director in judicialibus (che era responsabile degli affari giuridici della diocesi) e il Presidente del Consiglio (dal 1693 chiamato Presidente del Consiglio di Corte).
La Guerra dei trent'anni impedì lo sviluppo dell'amministrazione e quindi anche del Consiglio di Corte. Solo a partire dal 1674 si giunse ad una riorganizzazione dell'organo, in gran parte di natura sperimentale. Significativo fu unicamente il progresso nel campo del trattamento degli affari penali. A partire dalla fine del XVII secolo, il Consiglio di Corte assunse a poco a poco la responsabilità del processo penale. Nel 1776 fu creata una camera penale autonoma.
A partire dal XVII secolo, i membri del Consiglio furono nominati a vita, ma potevano essere esonerati - ad eccezione del Presidente del Consiglio, protetto da una disposizione delle "capitolazioni" - dal principe elettore. La forte posizione del Presidente del Consiglio estromise il Cerimoniere di Corte dall'amministrazione. Dal 1674 il cancelliere fu assistito da un Direttore di cancelleria. L'attività del Consiglio era curata per lo più dai consiglieri esperti, mentre i consiglieri nobili erano coinvolti nel lavoro amministrativo solo in misura limitata. Nel 1774 vi erano 31 consiglieri nobili e 28 consiglieri eruditi e nel 1790 in totale ancora 49 membri.

#### Il Consiglio privato
Le riunioni del Consiglio privato o segreto (Geheimer Rat) avevano un carattere riservato. Esse servivano al principe elettore per discutere degli affari più o meno segreti della diocesi con un circolo ristretto di persone di fiducia, del quale facevano parte alcuni consiglieri e alti funzionari di corte. Già il principe Alberto di Brandeburgo si era riservato, nella riforma del Consiglio di Corte del 1451, la possibilità di ricorrere a componenti del Consiglio per consultazioni confidenziali. Conformemente a questa prassi, non si sa nulla dei lavori concretamente svolti dal Consiglio privato.
La situazione mutò solo con la crescente complessità dell'alta politica nel XVII secolo. Negli anni 1640, il Consiglio privato si riuniva regolarmente ed aveva finito per acquisire un proprio ambito di competenza, che riguardava prioritamente le questioni di politica estera. L'organizzazione ricalcava quella del Consiglio di Corte.
Dopo la morte di Johann Philipp von Schönborn nel 1673, il Consiglio privato perse però d'importanza. Al suo posto negli anni trenta del XVIII secolo subentrarono i ministeri, che nel 1754 divennero un istituto permanente sotto la presidenza del principe elettore come conferenza del gabinetto privato. Nel 1774 Friedrich Karl Josef von Erthal sciolse di nuovo l'organo, ma lo rifondò già un anno dopo con il nome di Conferenza di Stato privata. Questa era composta da ministri e consiglieri privati, nonché da 5 consiglieri referendari, due dei quali portavano il titolo di Geheimer Staatsrat ("consigliere di Stato privato"). Nel 1781 si aggiunse un altro relatore per gli affari spirituali. L'organo esercitava una notevole influenza sul principe elettore. A partire dal 1790 vi erano solo quattro ministri e consiglieri privati, il che fa apparire la Conferenza di Stato sovradimensionata rispetto all'effettiva importanza dell'Elettorato. Essa era dunque un esempio di come, nella creazione delle amministrazioni e degli organi, la pressione finanziaria influisse sempre sul principe elettore.

#### La Camera dei conti
La Camera dei conti o Camera di Corte (Hofkammer) era competente per l'amministrazione finanziaria generale, cioè sia per la riscossione delle entrate e l'esecuzione delle spese della casa privata e della corte del principe, che per l'amministrazione statale. Solo per gli oneri straordinari il principe aveva bisogno dell'approvazione del capitolo; per il resto poteva utilizzare i denari a propria discrezione, a condizione che rispettasse la finalità della spesa, che doveva ogni volta dichiarare. Le altre sue competenze erano la partecipazione all'amministrazione delle manifatture, delle miniere e delle saline, poi a partire dal XVII secolo anche la tutela dei funzionari locali. Per un breve periodo il principe Johann Philipp von Schönborn le tolse l'autorità sulle attività di caccia e silvicoltura. Gli affari militari, che ricadevano ugualmente nella sfera di competenza della Camera, furono assegnati nel 1690 ad un'amministrazione autonoma, che però all'inizio rimase ancora sotto la tutela della Hofkammer.
Originariamente la riforma del 1522 aveva conferito l'amministrazione finanziaria dell'arcidiocesi al Consiglio di Corte (non si sa a chi fosse affidata in precedenza). Ma ben presto questa competenza fu di nuovo sottratta al Consiglio di Corte e conferita ad una Rechenkammer e poi ad una Rentkammer, in seguito di nuovo chiamata Hofkammer. La direzione di questa camera spettava al "segretario" (Kammerschreiber), un posto che esisteva già prima del 1505, sebbene come funzione subalterna. Il personale dell'amministrazione fu rafforzato nel corso del tempo. Nella prima metà del XVII secolo, la camera fu trasformata in un organo collegiale (ossia un'assemblea deliberativa), al cui vertice vi era un presidente (Kammerpräsident), la cui funzione però era in realtà unicamente rappresentativa. Il lavoro in pratica era svolto dal segretario, che a partire dal 1667 assunse il titolo di "direttore" (Kammerdirektor). Fino al 1740 il numero dei membri della camera salì a 12, tutti appartenenti alla borghesia fino al grado di direttore. La sua origine subalterna la rendeva poco ambita presso l'aristocrazia, sebbene i consiglieri della Camera dei conti fossero meglio remunerati dei membri del Consiglio di Corte.

#### Il Tribunale di Corte
L'origine del Tribunale di Corte (Hofgericht) risaliva anch'essa all'attività di riforma del principe Alberto di Brandeburgo. Le carenze nella giustizia e le direttive dell'ordinamento della Corte della Camera Imperiale (Reichskammergericht) del 1495 lo indussero alla redazione di un ordinamento del Tribunale di Corte, la cui versione finale del 1516 fu confermata il 21 maggio 1521 dall'imperatore Carlo V. Essa valeva per l'intera arcidiocesi ad eccezione dell'Eichsfeld, per il quale fu creato un livello di giurisdizione intermedia, e della città di Erfurt, che proprio in questo momento si ribellò al dominio arcivescovile sulla città. Come conseguenza, l'ordinamento del Tribunale di Corte entrò in vigore ad Erfurt solo nel 1664.
Al contrario della Camera dei conti e del Consiglio di Corte, il Tribunale di Corte non seguiva la residenza del momento della Corte, ma aveva una sua sede fissa a Magonza. Esso era attivo sia in prima che in seconda istanza. La competenza in prima istanza comprendeva processi di particolare interesse per l'arcivescovo, processi dei nobili, dei funzionari pubblici e di tutte le persone prive di un foro competente specifico, inclusi gli stranieri, che si rivolgevano alla giustizia. Il principe ed il Consiglio di Corte potevano inoltre rinviare tutti i processi al Tribunale di Corte. Il compito principale del tribunale era tuttavia la funzione d'istanza di appello. Esso decideva su tutti i ricorsi contro le sentenze pronunciate da tribunali inferiori, perfino su quelle che erano emesse in prima istanza da Ebrei dinanzi al rabbino. Inoltre il tribunale giudicava sugli abusi del diritto, come il diniego di giustizia, i ritardi nell'applicazione della giustizia o la faziosità giudiziaria. Il tribunale non era invece competente nei processi degli ecclesiastici, dei funzionari e dei servitori della Corte, come pure delle persone che abitavano nella cerchia urbana. La procedibilità penale ricadeva, come già menzionato, nella competenza del Consiglio di Corte (poi, a partire dal 1776, in quella della camera penale).
Il Tribunale di Corte era occupato essenzialmente con personale che non era impegnato in nessun altro ufficio pubblico. Solamente l'ufficio del giudice che era al vertice era legato ad altri uffici come quello di visdomino nel Rheingau, così che con il tempo degenerò in una sinecura. A partire dal XVII secolo perciò fu istituita la carica di presidente del Tribunale di Corte, che però nel 1742 era diventata ugualmente una sinecura. La presidenza fu allora assunta da uno dei giudici a latere, esperti applicati presso il tribunale, che prese il titolo di direttore del Tribunale di Corte. Originariamente vi erano stati dieci di tali giudici, di cui cinque aristocratici e cinque esperti. I giudici a latere aristocratici tuttavia, nel corso del tempo non adempirono più i loro obblighi, ciò che cambiò solo quando il tribunale diventò una sede di passaggio per il Consiglio di Corte. Nel 1786 vi erano 30 giudici a latere. Il lavoro del tribunale era sostenuto prevalentemente dagli assessori del Tribunale di Corte, che in seguito furono nominati consiglieri del Tribunale di Corte e, a partire dal 1662, furono equiparati ai consiglieri di Corte.

#### I funzionari
I funzionari dello Stato di Magonza erano trattati dal principe in modo patriarcale. I più alti funzionari erano remunerati molto lautamente, mentre gli altri assai poco, il che faceva sì che i sudditi, ogni volta che si rivolgevano ad un ufficio pubblico, dovessero versare diritti elevati, che servivano come entrate supplementari per i funzionari. Così i funzionari stessi non avevano a cuore soltanto l'interesse dello Stato, ma anche il proprio tornaconto, una situazione di cui doveva soffrire l'amministrazione. Nel corso dello sviluppo dell'Elettorato il capitolo si assicurò per mezzo delle "capitolazioni" le posizioni più lucrative e con ciò il controllo dell'amministrazione, così che in pratica niente poteva avvenire a sua insaputa. Nel complesso, l'apparato amministrativo, malgrado qualche lacuna strutturale, recò vantaggi solo al principe elettore, che aveva con ciò a disposizione uno strumento, al quale il capitolo non aveva niente di ugualmente valido da contrapporre.

#### L'Elettorato e l'avanzata dell'assolutismo
L'immediatezza imperiale dei canonici, l'esistenza delle "capitolazioni" ed il fatto che fossero loro riservati determinati uffici dell'amministrazione assicurava al capitolo privilegi, immunità ed un'influenza sulla politica. Avrebbe potuto in ogni caso opporsi ad un Elettore tirannico. Tutto questo però condusse anche ad un certo dualismo tra il principe ed il capitolo per quanto riguarda il potere all'interno dell'Elettorato. In pratica tuttavia, solo il principe ed i suoi consiglieri più stretti prendevano le decisioni politiche. Regolari entrate fiscali ed estese tenute permettevano, almeno all'Elettore, una politica interna relativamente indipendente.
Come funzionari nell'amministrazione, i canonici dovevano dare seguito agli ordini del principe elettore, per non perdere il posto. Più facile dunque che fossero costretti a sottomettersi al principe, che potessero difendere troppo esclusivamente gli interessi del capitolo. Questo era vero soprattutto nel caso in cui i canonici aspirassero a far entrare i membri delle loro famiglie nell'amministrazione.
Dall'altro lato Elettori e canonici del capitolo provenivano perlopiù dalla stessa classe sociale e condividevano dunque interessi comuni. Da questo punto di vista, compromesso e moderazione erano considerati le regole di comportamento tra loro ed erano anche la premessa per il mantenimento della forma di governo. Gli Elettori avevano un interesse dinastico a far entrare il maggior numero possibile di parenti in seno al capitolo, tra i quali si reclutava forse il candidato alla loro successione, il che stabilizzava così il sistema di governo. Tenuto conto di questo obiettivo, i principi elettori non potevano ignorare senza riguardo agli interessi del capitolo.
Tra l'Elettore ed il suo capitolo esisteva dunque quasi una simbiosi: entrambi dipendevano l'uno dell'altro, pur tentando ciascuno di ridurre i poteri dell'altro; nel corso del XVIII secolo tuttavia si può riscontrare un predominio degli Elettori, in particolare di quelli che agirono come principi illuminati, soprattutto perché solo essi trassero beneficio dall'apparato degli uffici e dei funzionari come strumento di potere. Forse il termine monarchia elettiva è quello che si adatta meglio al principato di Magonza nel corso di questo secolo.
Degno di menzione in questo contesto è il fatto che sia il principe elettore che il capitolo erano di norma sostenitori della monarchia asburgica, perché la sopravvivenza del principato di Magonza, come territorio ecclesiastico, dipendeva da quella del Sacro Romano Impero. Questo d'altra parte dava agli Asburgo la possibilità, principalmente mediante strumenti di tipo finanziario, di influire sulla scelta del principe elettore.

### Le autorità territoriali

#### I visdomini
Il visdomino era originariamente una carica dell'amministrazione centrale dell'arcivescovato. Poiché però la signoria dell'arcivescovo (allora non si parlava ancora di stato elettivo) si sviluppava in più centri, era necessario decentrare l'amministrazione dei singoli centri. L'arcivescovo Adalberto I di Magonza (1112-1137) istituì perciò, a partire dal 1120, un visdomino per ciascuno dei centri di Magonza-Rheingau, Aschaffenburg, Eichsfeld-Assia ed Erfurt. Essi costituivano l'istanza intermedia tra l'amministrazione centrale e gli uffici locali.
Non vi era una delimitazione chiara della diocesi gestita da un visdomino. L'autorità del visdomino di Magonza, secondo l'autonomia cittadina concessa dall'arcivescovo Sigfrido III di Eppstein (1230-1249), si concentrava soprattutto sul Rheingau. Dopo che nel 1462 la città era ritornata sotto il dominio del principe arcivescovo, furono istituiti due visdomini, uno per la città e uno per le campagne circostanti. La carica nel Rheingau esistette fino alla fine dell'Elettorato.
La sfera di competenza del visdomino di Aschaffenburg comprendeva originariamente il territorio intorno alla valle del Meno, a quella del Tauber, le foreste di Spessart e di Odenwald. Il territorio però si ridusse notevolmente nel corso del tempo. A partire dal 1773 la carica non fu più occupata, per cui nel 1782 la direzione dell'amministrazione fu affidata ad un direttore del visdomino.
Per quanto riguarda l'Assia e l'Eichsfeld, competente era il visdomino di Rusteberg in Turingia. A dire il vero per l'Assia un'amministrazione regionale propria era già stata creata nel 1273. A quel tempo l'ufficio era ormai un feudo ereditario in mano alla casata degli Hanstein e si trasformò in una sinecura. Nel 1323 questa famiglia nobile vendette l'ufficio all'arcivescovato. Quindi nel 1354 a Rusteberg fu nominato un balivo (landvogto) per amministrare l'Assia, la Turingia e l'Eichsfeld, il cui baliato, già nel 1385, dovette essere suddiviso in un baliato per l'Assia e la Vestfalia ed in uno per l'Eichsfeld, la Turingia e la Sassonia. Nel 1732 al posto dei balivi subentrarono dei governatori (Statthalter).
Ad Erfurt l'ufficio di visdomino era già divenuto ereditario poco dopo la sua creazione nella prima metà del XII secolo. Come nel caso di Rusteberg, i feudatari finirono per vendere l'ufficio all'arcivescovo (1342). In seguito l'amministrazione fu esercitata da curatori arcivescovili; l'ufficio di visdomino non scomparve, ma perse di fatto il suo significato per diventare un semplice titolo nobiliare. Solo nel 1664 riacquistò il suo significato originario di rappresentante territoriale, finché nel 1675 fu sostituito con un governatore.
A differenza degli uffici di visdomino nel Rheingau e ad Aschaffenburg, i governatorati dell'Eichsfeld e di Erfurt comprendevano un vasto apparato burocratico. Questo aspetto trova espressione rispettivamente nelle denominazioni "stato principesco dell'Eichsfeld" (Kurfürstlich mainzischer Eichsfelder Staat) e "stato principesco di Erfurt" (Kurfürstlich mainzischer Erfurter Staat).
Gli ambiti di competenza del visdomino abbracciavano soprattutto gli affari giudiziari e militari, per i quali vi erano sedi separate. Per contro il visdomino fu ben presto (a partire dal XIV secolo) esonerato dagli affari di Stato (il controllo delle merci e delle imposte) al momento della creazione di un'amministrazione statale con il Consiglio di Corte.

#### Uffici ed uffici principali (ÄmteredOberämter)
Il crescente territorio su cui si esercitava la signoria arcivescovile rese presto necessario, dopo l'articolazione nei quattro ambiti dei visdomini, introdurre nuove suddivisioni distrettuali. Ciò portò all'istituzione degli uffici, le cui sedi erano spesso castelli, ragion per cui fino al XVI secolo inoltrato i funzionari di riferimento di queste circoscrizioni furono i conti.
Durò altrettanto il tentativo di dare alla struttura degli uffici una forma definita: le fluttuazioni delle giurisdizioni degli uffici stessi - per esempio a causa di scambi o pignoramenti - così come la dipendenza militare ed economica dai conti da parte degli arcivescovi, notoriamente a corto di risorse, l'avevano reso in precedenza impossibile.

### I gruppi sociali in seno all'Elettorato di Magonza
In seno alla popolazione dell'Elettorato di Magonza si possono distinguere quattro gruppi sociali. Il gruppo più numeroso era quello dei contadini, che si trovavano in una situazione di sottomissione. Tutte le terre coltivabili appartenevano alle classi privilegiate, in questo caso al principe elettore, al capitolo del duomo, ai monasteri e ai cavalieri dell'Impero, che dalle diverse imposte fatte pagare ai contadini, soprattutto dalle decime, traevano un lucroso reddito.
La classe sociale senza dubbio più influente era quella dei cavalieri del Sacro Romano Impero che, in quanto unici nobili del principato, non avevano rivali. Oltre a loro vi era anche una nobiltà di toga ancora allo stato embrionale, ma che era generalmente annoverata tra la borghesia. I cavalieri dell'Impero beneficiavano dell'immediatezza imperiale, ossia non erano sottoposti alla sovranità o alla giurisdizione del principe elettore, ma sottostavano direttamente all'imperatore. Dopo la Riforma, la maggior parte dei principi elettori appartenevano a questa classe di nobiltà d'Impero. In quanto classe privilegiata, i cavalieri dell'Impero erano esonerati da tutte le imposte e tributi. A loro erano riservati in via esclusiva tutti i ventiquattro seggi del capitolo canonico, circa 130 uffici pubblici nell'Elettorato, insieme a circa quindici posti d'onore alla corte di Magonza, alti incarichi nell'esercito come pure l'impiego nella guardia del corpo principesca.
Gli ultimi gruppi da citare qui sono la borghesia e rispettivamente i marginali e le minoranze tollerate, che si concentravano principalmente nelle città, soprattutto a Magonza.
Alla borghesia appartenevano i negozianti, i mercanti e gli artigiani, ossia i membri di una corporazione, perché solo queste associazioni beneficiavano dei privilegi urbani. I borghesi avevano infatti particolari diritti e privilegi, ad esempio la libertà personale, non dovevano prestare alcuna corvé o servizio militare ed erano eletti alle cariche municipali. Tra i marginali e le minoranze tollerate, i protestanti e gli ebrei, si ricomprendevano a Magonza gli immigrati, che dopo un determinato tempo e su autorizzazione potevano stabilirsi là ed esercitare la loro professione, ma non potevano pretendere alcun privilegio urbano.

### Processi per stregoneria nell'Elettorato di Magonza
Fino al cambiamento della dottrina della Chiesa mediante la bolla papale Summis desiderantes affectibus a Magonza non vi erano state persecuzioni di streghe e anche l'arcivescovo Berthold von Henneberg aveva in mente per la sua diocesi ed il suo principato altri problemi che non l'aiuto preteso da Papa Innocenzo VIII per gli inquisitori Heinrich Institoris e Jacob Sprenger. Tuttavia vi furono in seguito, durante tutto il XVI secolo, sempre più querele per calunnia, che condussero sporadicamente a processi con esito diverso.
La situazione cambiò a partire dal 1594, quando con la connivenza dell'arcivescovo Johann Adam von Bicken e del suo successore Johann Schweikhard von Kronberg ebbero luogo, in particolare nell'alta diocesi (il territorio magonzese intorno ad Aschaffenburg), un gran numero di processi alle streghe con centinaia di condanne al rogo. L'arcivescovo Johann Philipp von Schönborn fu uno dei primi principi imperiali tedeschi ad interrompere a metà del XVII secolo questa follia della stregoneria, emanando decreti per rendere più difficile la celebrazione dei processi che avevano ancora luogo sporadicamente.
Cacce alle streghe così massicce come quelle avvenute nella diocesi di Magonza tra il 1594 ed il 1618 si possono ritrovare solo nel sud della Germania nei processi delle alte diocesi di Bamberga e Würzburg nonché ad Eichstätt ed Ellwangen.

### L'economia

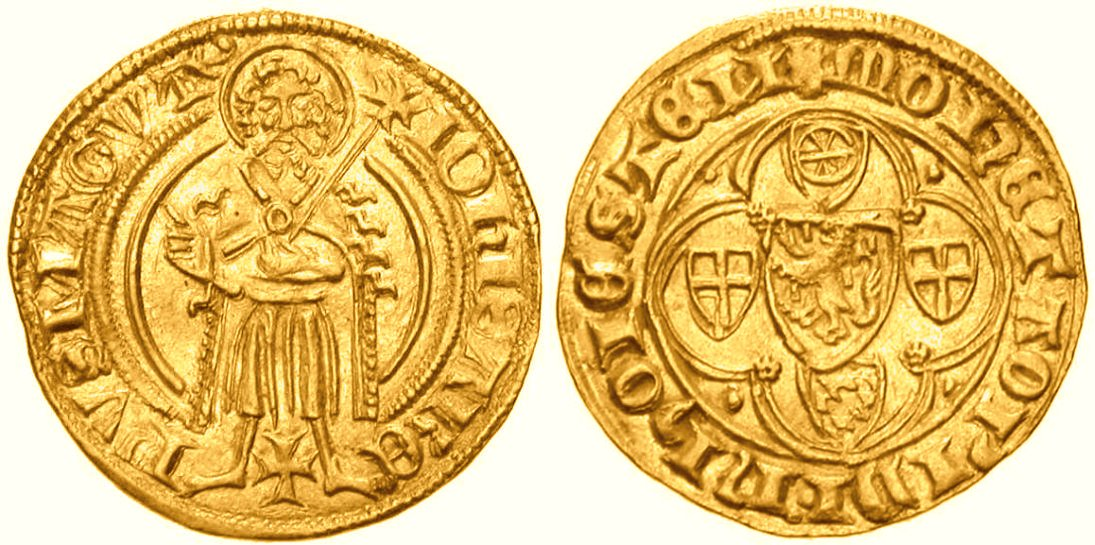
Fiorini renani, Elettorato di Magonza

Al centro della vita economica dell'Elettorato si trovava la città di Magonza. Meno industriosa della vicina Francoforte, era piuttosto un centro di distribuzione delle merci. Intorno alla città si trovava un territorio fertile ed un'abbondante produzione agricola forniva tabacco, canapa, miglio, frutti, noci e soprattutto cereali per l'esportazione. Parimenti esportato era il legname dai boschi del Taunus e dello Spessart. In questo contesto è da menzionare anche la regione di Rheingau, allora considerata come una delle migliori zone vinicole della Germania. Come anche Colonia, la città di Magonza dal 1495 godeva del diritto di carico, che riguardava il commercio sul Reno.
I beni che attraversavano la città dovevano essere scaricati ed offerti in vendita per tre giorni, prima di poter essere di nuovo caricati sulle navi e trasportati alla loro destinazione finale. I principi elettori erano molto interessati al mantenimento di questo privilegio, perché i diritti così percepiti entravano come redditi nelle casse dello Stato. A testimonianza di questo basti ricordare l'ingente quantità di merce stipata nel vecchio grande magazzino, che fu poi abbattuto nel XIX secolo, perché aveva ormai perso la sua funzione ed era divenuto pericolante.
Alla fine del XVIII secolo l'economia cittadina era ancora dominata dalle corporazioni dei commercianti, che però già a partire dal 1462 erano sottomesse all'assolutismo del principe-arcivescovo. Un membro del consiglio cittadino nominato dal principe e, dal 1782, due commissari di polizia, dovevano essere presenti a tutte le riunioni delle corporazioni. Nessuna decisione poteva essere presa senza il consenso del principe. Anche le corporazioni di conseguenza erano in effetti solo organi dello Stato. Nel complesso Magonza, soprattutto dopo l'abolizione delle libertà cittadine nel 1462, fu relegata economicamente in secondo piano da Francoforte.
Fu solo con la politica mercantilista del principe elettore Johann Friedrich Karl von Ostein (1743-1763) che il commercio conobbe una ripresa. Fra il 1730 ed il 1790 furono da registrare inoltre nel principato sia uno sviluppo economico che una crescita demografica.